# Microstylum bhattacharyai
Microstylum bhattacharyai là một loài ruồi trong họ Asilidae. Microstylum bhattacharyai được Joseph & Parui miêu tả năm 1985. Loài này phân bố ở miền Ấn Độ - Mã Lai.